# Обчака
Обчака (тадж. Обчака) — село в сельском джамоате Навруз Лахшского района. Расстояние от села до центра района (пгт Вахдат) — 17 км, до центра джамоата (село Сариосиёб) — 2 км. Население — 364 человек (2017 г.), таджики. Население в основном занято сельским хозяйством.

## Этимология
Нынешнее название обчака искаженный вариант слова обчакорон с таджикского означает огородник.